# Renklod Tenkovskiy
Renklod Tenkovskiy en ruso: Ренклод Теньковский, es una variedad cultivar de ciruelo (Prunus domestica), de las denominadas ciruelas europeas,
una variedad de ciruelaobtenida en el "Instituto de Investigación Agrícola Tártara". Las frutas tienen un tamaño pequeño, forma redonda desiguales, color del fruto es púrpura a rojo oscuro, y pulpa de color amarillo, de grano fino y fibrosa, de jugosidad y densidad medias, agridulce, con buen sabor.

## Sinonimia
- "Ренклод Теньковский",
- "Reina Claudia Tenkovsky",
- "Слива Ренклод Теньковский",
- "Sliva Renklod Tenkovskiy",
- "Renklod Tenkovskii",
- "Renclode Tenkovsky".[4][5]

## Historia
'Renklod Tenkovskiy' es una variedad de ciruela creada por el obtentor L.A. Sevastyanova en el "Instituto de Investigación Agrícola Tártara" mediante el cruce de la variedad 'Tatarskaya Zheltaya' como "Parental Madre" x el polen de 'Jefferson' y 'Elite 4-12' (Local Blackthorn Renklod Reforma) como "Parental Padre". Ciruela considerada incluida en el grupo de las "Reinas Claudias".
'Renklod Tenkovskiy' fue zonificada para Tartaristán en 1988.

## Características
'Renklod Tenkovskiy' es un árbol de crecimiento bajo, con una copa esférica de densidad media. El follaje de la copa es promedio. La corteza del tronco es marrón con una capa gris, rugosa. Las ramas esqueléticas son de color marrón claro, lisas. Los brotes son de color marrón rojizo, rectos, de longitud media, delgados, desnudos, con pequeñas lenticelas de color gris claro de densidad media. Las hojas son verdes, medianas, ovaladas, con menos frecuencia ampliamente ovaladas, ligeramente arrugadas, convexas, ligeramente pubescentes, con bordes elevados obtusamente aserrados, con menos frecuencia doblemente aserrados, un ápice puntiagudo, ligeramente curvado hacia abajo, una base cuneiforme ancha, sobre pecíolos cortos, delgados y pigmentados con estípulas lanceoladas, medianas y de caída temprana. Las glándulas son pequeñas, raras, amarillas, redondeadas, ubicadas tanto en los pecíolos como en la base de la hoja. Las flores son blancas, de tamaño mediano, con pétalos medianamente abiertos. El estigma es redondeado, ubicado por encima y por debajo de las anteras; la floración comienza en la segunda década de mayo; variedad es autofértil, empieza a dar frutos entre 3 y 4 años después de la brotación.
'Renklod Tenkovskiy' tiene frutos de tamaño pequeño, tienen un peso promedio de 18 gr, son redondos, desiguales, con una parte superior redondeada, un pequeño embudo en la base, con una capa cerosa media y una sutura ventral; la piel del fruto es delgada, amarga y se pela bien, con una ligera capa de pruina azulada, el color del fruto es púrpura a rojo oscuro; puntos ligeramente visibles; la sutura ventral es pequeña y ancha, pero claramente definida, no se agrieta; el pedúnculo es de longitud media, delgado, la separación es seca; la pulpa es de color amarillo, de grano fino y fibrosa, de jugosidad y densidad medias, agridulce, con buen sabor. Composición bioquímica de los frutos: 14,6 % de materia seca, 1,7 % de ácidos orgánicos, 12,88 % de azúcares y 14,45 mg/100 g de ácido ascórbico.
Hueso es semi adherente, es redondo ovoide, mediano, marrón claro, con una parte superior estrecha redondeada, una base roma, una sutura dorsal cerrada, una sutura ventral estrecha, una quilla corta y roma, una superficie finamente picada tuberculada, y se separa de la pulpa en cantidades medias.
El fruto madura en la tercera decena de agosto y primera de septiembre, presentan una apariencia atractiva.

## Usos
El objetivo principal de los frutos es comerlos en fresco y procesados en mermeladas, conservas.

## Cualidades
La variedad es de rendimiento medio, autofértil, moderadamente resistente al invierno, no resistente a la sequía, moderadamente resistente al calor. 
Moderadamente afectada por clasterosporium, roya y mosca de sierra viscosa. 
Se reproduce bien por brotación, injerto de primavera y esquejes de color verde medio en niebla artificial. Polinizada por 'Sineglazkaya', 'Tatarskaya Zheltaya' y 'Skorospelka Krasnaya'.
Ventajas de la variedad: fructificación temprana, autofertilidad, apto para consumo en fresco y procesado, aspecto atractivo de los frutos, crecimiento lento. 
Desventajas de la variedad: baja resistencia a la sequía, fructificación no anual debido a la congelación de las yemas florales.